# 抗租運動
抗租運動（こうそうんどう）は明・清代の中国における小作人（佃戸）の地主への抵抗運動である。
明代中期ごろより、中国では土地の私有が進展して、大量の土地が少数の地主に集中するようになった。それに伴い、多くの農民が小作人に転落し、重い小作料の支払いに悩まされるようになった。そのため小作人の反抗が発生するようになった。明の正統年間に福建省で発生した鄧茂七の乱は代表的な抗租運動である。
その後、小作人は地主の土地所有権を認めて穏当な小作料を支払うかわりに、土地の使用権を譲るように主張した。要求が容れられない場合、小作人は土地を占拠して小作料の不払いという手段を往々にして採用した。こうして大量の田畑で「一田両主」という現象が発生した。清代になると江蘇省・浙江省・福建省・江西省・広東省・広西省・湖南省の各地で地主と「二地主」（使用権を持った小作人）との土地権利をめぐる争いは常態化するようになった。